# Transcendentnost
Transcendentnost, transcendencija (lat.  transcendentia, od glagola transcendens – koji se uspinje), nadosjetilnost ili onostranost, u religiji i filozofiji označava sve što postoji iznad neposredna osjetilna iskustva, prekoračenja granice svijesti, tj. doživljaje i iskustva prelaska iz osjetilnoga u nadosjetilno (apsolutno).
Pojam transcendencije također se koristi u matematici i psihologiji kao transcendentna funkcija.